# Emily Williams
Emily Williams (Auckland, 8 ottobre 1984) è una cantante neozelandese, famosa per aver partecipato ad Australian Idol e per aver fatto parte delle Young Divas.

## Biografia
Nata nella più popolosa città neozelandese da genitori originari delle Isole Samoa, Emily Williams ha una sorella maggiore, Lavina Williams, che ha partecipato ad Australian Idol nel 2006, e un fratello minore, Joshua (in arte J. Williams), un cantante popolare in Nuova Zelanda. Prima di diventare famosa Emily lavorava come operatrice di carrello elevatore.
Nel 2005 Emily Williams si è presentata alle audizioni per la terza edizione di Australian Idol, dove ha cantato Rock with You di Michael Jackson ed è entrata a far parte della squadra di Mark Holden. Ha proceduto fino alla finale del 21 novembre 2005 arrivando a rischio eliminazione solo una volta, e si è piazzata seconda nel programma dietro a Kate DeAraugo.
L'anno successivo ha formato con altre tre finaliste di Australian Idol (Kate DeAraugo, Paulini e Ricki-Lee Coulter, quest'ultima poi sostituita da Jessica Mauboy) un girl group, le Young Divas, con le quali ha pubblicato due album fino allo scioglimento nel 2008. A maggio 2007 ha inoltre preso parte al talent show neozelandese Pop's Ultimate Star, piazzandosi quarta su dieci partecipanti.
Il 1º novembre 2010 ha pubblicato il suo singolo di debutto come solista, Spelbound, che ha debuttato con una performance durante il talk show australiano Morning Show. Sulla stessa piattaforma debutterà Never Alone, il secondo singolo, uscito nel giorno di San Valentino del 2011. Il 1º marzo 2011 è stata distribuita la ballad Never Alone, singolo di beneficenza per il terremoto di Christchurch del 2011 i cui incassi sono andati alla Croce Rossa neozelandese. Il 10 febbraio 2012 è uscito Uncovered, l'album di debutto di Emily Williams.
Nel 2017 la cantante ha fatto il suo debutto nel mondo del teatro entrando nel cast del musical Guardia del corpo (basato sull'omonimo film del 1992) e recitando nel ruolo della protagonista Rachel Marron.

## Discografia

### Album in studio
- 2012 – Uncovered

### Singoli
- 2010 – Spellbound
- 2011 – You're Mine
- 2011 – Never Alone
- 2015 – The Way It Is
- 2016 – Ready
- 2018 – What's Love Got to Do with It